# Tropaeolum tricolor
Tropaeolum tricolor là một loài thực vật có hoa trong họ Tropaeolaceae. Loài này được Sweet miêu tả khoa học đầu tiên năm 1828.